# Idiosincrasia
Idiosincrasia è un termine usato in campo medico, linguistico e di altre discipline, avente anche un uso comune.
Nel linguaggio comune, la parola viene utilizzata per indicare una forte avversione per situazioni o persone non gradite. In questo significato può ritenersi sinonimo di antipatia, avversione verso qualcuno o qualcosa.

## Etimologia
L'origine risale al greco antico, ove il composto di idios ("proprio"; agg.) e di synkrasis ("carattere", "inclinazione spirituale") significava una peculiarità di temperamento dell'individuo, anche senza evidenziarne negativamente le avversioni e repulsioni.

## Medicina
In medicina, con tale termine, si intende descrivere un soggetto che presenta una particolare, eccessiva e/o violenta reazione quando entra in contatto con certe sostanze, siano solide, liquide o gassose anche se non dannose. Vi è una maggiore incidenza nelle donne rispetto agli uomini.
Pur essendo questa reazione tipicamente negativa, non è da confondersi con un fenomeno allergico. La differenza sostanziale tra le due manifestazioni è che mentre l'allergia è una reazione del sistema immunitario a un qualcosa che in certi soggetti viene riconosciuto come estraneo e perciò viene attaccato, l'idiosincrasia non è imputabile al sistema immunitario ma può dipendere da vari fattori. Tra questi i più frequenti sono:
- mancanza/presenza nell'organismo del soggetto di particolari enzimi - come G6PD o glutatione - che ostacolano l'assimilazione della sostanza o reagiscono al contatto con la stessa;
- eccessiva sensibilità alla sostanza (ad esempio un farmaco).

## Linguistica
In linguistica, i fenomeni idiosincratici sono le creazioni linguistiche limitate a un ambito ristretto e costruite senza applicare le norme valide negli ambiti più ampi: in pratica, si intendono con questo termine soprattutto le invenzioni dei singoli parlanti, i quali formano parole e strutture sintattiche secondo la fantasia e la propria struttura cognitiva, spesso creando dei neologismi.

## Economia
Se un investimento è specifico per un solo attore di mercato e quindi è inutilizzabile per altri allora è un investimento idiosincratico. È utilizzato per indicare che i gusti di un acquirente variano in modo sostanziale da un soggetto all'altro.